# 불종로
불종로(Buljong-ro)는 대한민국 경상북도 포항시 북구 대흥동, 신흥동에서 상원동, 여천동, 동빈동을 거쳐 연결하는 도로이다.

## 노선 경로
| 동지교사거리     | 새천년대로 | 영덕 방향 경주 방향          |
| 전화국사거리     | 용당로     |                              |
| 사거리 명칭 미상 | 중앙로     | 영덕 · 우현 방향 포스코 방향 |
| 삼거리 명칭 미상 | 해동로     |                              |